# Архиепархия Лос-Анджелеса
Архиепархия Лос-Анджелеса (лат. Archidioecesis Angelorum in California) — епархия Римско-Католической церкви с центром в городе Лос-Анджелес, США. В митрополию Лос-Анджелеса входят епархии Монтерея, Оринджа, Сан-Бернардино, Сан-Диего, Фресно. Кафедральным собором архиепархии Лос-Анджелеса является Собор Пресвятой Девы Марии Царицы Ангелов.

## История
17 июля 1859 года епархия Монтерея была переименована в епархию Монтерея-Лос-Анджелеса. В начале XX века численность верующих епархии значительно увеличилась, поэтому 1 июня 1922 года епархия Монтерея-Лос-Анджелеса была разделена на епархии Монтерея-Фресно и Лос-Анджелеса-Сан-Диего.
11 июля 1936 года Римский папа Пий XI издал буллу «Ad spirituale christianae», которой разделил епархию Лос-Анджелеса-Са-Диего на две епархии Лос-Анджелеса и Сан-Диего. В этот же день была выпущена булла «Nimis amplas ecclesiasticas», которая возвела епархию Лос-Анджелеса в ранг архиепархии.
27 марта 1976 года архиепархия Лос-Анджелеса передала часть своей территории новой Оринджа.
В июле 2007 года епархия согласилась на выплату (вторую после выплаты в 2006 году) рекордной для такого рода исков в США суммы в 660 млн долл жертвам сексуального насилия со стороны духовенства епархии, которое засвидетельствовано показаниями 508-и жертв насилия, имевшего место в период с 1940-х годов. Выплаты истцам поставили епархию на грань банкротства, но позволили её главе Роджеру Махони избежать дачи показаний в суде о практике системного сокрытия сексуальных преступлений духовенства.
В юрисдикции архиепархии находится Русская католическая церковь святого апостола Андрея (Эль Сегундо).

## Ординарии архиепархии
- архиепископ Джон Джозеф Кэнтуэлл (01.06.1922 — 30.10.1947)
- кардинал Джеймс Фрэнсис Луис Макинтайр (07.02.1948 — 21.01.1970)
- кардинал Тимоти Мэннинг (21.01.1970 — 04.06.1985)
- кардинал Роджер Майкл Махони (16.07.1985 — 27.02.2011)
- архиепископ Хосе Орасио Гомес (с 27.02.2011)

## Источник
- Annuario Pontificio, Libreria Editrice Vaticana, Città del Vaticano, 2003, ISBN 88-209-7422-3;
- Булла Ad spirituale christianae, AAS 28 (1936), стр. 485 Архивная копия от 29 июля 2019 на Wayback Machine  (лат.);
- Булла Nimis amplas ecclesiasticas, AAS 28 (1936), стр. 488 Архивная копия от 29 июля 2019 на Wayback Machine  (лат.).